# محمد حرمل
محمد حرمل (1929-2011) أحد القياديين التاريخيين للحزب الشيوعي التونسي وحركة التجديد. شغل منصب الأمين العام لحركة التجديد بين 1993 و2007 تاريخ تعويضه بأحمد إبراهيم. توفي في 18 سبتمبر 2011 ودفن بمقبرة الجلاز.